# Eremophila incisa
Eremophila incisa är en flenörtsväxtart som beskrevs av Chinnock. Eremophila incisa ingår i släktet Eremophila och familjen flenörtsväxter. Inga underarter finns listade i Catalogue of Life.